# Terje Enkvist
Terje Ulf Eugen Enkvist, född 3 oktober 1904 i Helsingfors, död 15 juli 1975 i Pernå, var en finländsk kemist.
Enkvist blev filosofie doktor 1934. Han var 1927–1935 och 1940–1945 anställd vid Centrallaboratorium Ab och samtidigt docent och adjunkt vid Helsingfors universitet, där han 1951–1971 var professor i kemi. Sin främsta vetenskapliga insats gjorde han inom den tillämpade träkemin. Han publicerade bland annat ett arbete om kemins historia i Finland.
Terje Enkvists son Ernst Enkvist (1931–2023) var professor i skeppsbyggnadslära.

### Uppslagsverk
- Enkvist, Terje i Uppslagsverket Finland (webbupplaga, 2012). CC-BY-SA 4.0